# 龍虎門 (2006年電影)
《龍虎門》是2006年的香港電影，根據1970年代香港著名的同名武俠漫畫《龍虎門》改編，導演葉偉信，動作導演甄子丹，由甄子丹、謝霆鋒、余文樂、董潔、李小冉、元華主演，講述王小龍、王小虎和石黑龍三個年輕人對抗火雲邪神的故事。
此部電影是繼《殺破狼》後，葉偉信及甄子丹再度合作。

## 創作背景
本片改編自黃玉郎同名漫畫，揉合了古今功夫、虛幻格鬥式武功。

## 故事大綱
既俠義心腸又身手不凡的王小虎（謝霆鋒飾）在一家中國茶樓外誤認馬坤（陳觀泰飾）之女馬小靈（董潔飾）為小學同學梁小慧，因而結成朋友。回到茶樓時與羅剎女擦身而過（李小冉飾）且看見大批穿黑衣人在茶樓守候。忽然一群穿白衣的白獅幫成員湧入茶樓進行談判。同時翻江蛟（施祖南飾）手下「沙田三豹」進入茶樓向一家人追債。由於手法激烈，王小虎不理師弟們勸告出手相敎，因而驚動馬坤等人並誤取了兩幫爭奪的羅剎令。馬坤出動所有人馬抓拿王小虎，其因而獲得機會大顯身手。期間，馬坤之保鑣兼王小虎兄長王小龍（甄子丹飾）從眾中而出，突襲王小虎。最後打成平手，不分勝負，馬坤也放走其。 
王小虎與師弟們於一家日本料理餐廳用饍，王小龍亦追至此奪回羅剎令。其後翻江蛟與王小龍口角，繼而動武。翻江蛟命手下共同對付後者。但全數皆反被王小龍擊敗。打鬥間驚動了金髮少年擅長使用雙節棍的石黑龍（余文樂飾）而加入戰圈且與王小虎結成生死之交。之後王小虎回到龍虎門向大伯王降龍（元華飾）交代尋回兄長之事。另外，石黑龍一心打算拜王降龍為師，可惜遭其拒絕。
馬小靈到祠堂替父親祈福間，王小龍吿訴馬小靈覓回弟弟一事並詳談與弟弟童年之經歷和說明近隨馬坤之緣由。王小虎也到祠堂認回失散多年的兄長，可惜遭拒絕。馬小靈留下咖啡店咭片與他會面，他求小靈協助他認回兄長。此外，馬坤向王小龍道出打算金盆洗手，以確保愛女安全。石黑龍因拜師不成而到龍虎門打算與王降龍切磋，但後者僅以拖鞋便輕易地擊敗前者。其後石黑龍再次至龍虎門誠心感謝王降龍，王降龍也被他的誠意所感動而決定收他為徒弟。另一方面，羅剎女因自小鍾愛王小龍，打算引薦他加入羅剎教，代替馬坤的位置，表示對他的愛，惜被其婉拒。
王小龍委託馬小靈會見弟弟，向他表示緬懷童年與弟弟經歷並慨歎自己加入黑社會是時勢所迫，身不由己。另外，羅剎教教主火雲邪神（喻　亢飾）認為馬坤放棄羅剎令等同侮辱了羅剎教，故他命羅剎女除去馬坤、王小龍等人。羅剎女為免愛人受到牽連，藉約會引開他。後來悉知老大遇害，立刻趕回棒球場營教老大。可惜為時已晚，老大已被羅剎女派去執行刺殺的老妖、棍妖殺害。愛女趕及棒球場目暏親父過遇害而傷心卻絕。忽然王小龍從棒球場的一隅殺出，經一番打鬥後，終將殺師仇人殺害。之後抱着馬小靈到龍虎門託付弟弟好好照顧他。王小龍走到一片草原躺着，憶起母親的一番話。王小虎於龍虎門對馬小靈稱以後會守護着他身旁。
火雲邪神知道是龍虎門的人打敗了老妖、棍妖後，決定前往龍虎門一看他們的程度。火雲邪神到了那裏只用先後三兩功天即打敗了石黑龍、王小虎，王降龍上前阻止他踼館，然而，最終也不敵火雲邪神並被其用龍虎門的牌匾壓死王降龍。臨終前託小虎與小龍共同守衛龍虎門。躺在草原上的王小龍也感應到龍虎門出事。
馬小靈受王降龍之託，冒着兩帶身受重傷的石黑龍和王小虎到隱居於白雲山的世外高人-奇俠（黃玉郎飾）。登山後奇俠打算考驗馬小靈，命他拾回滾下樓梯多顆佛珠，最後她也通過考驗，奇俠也答應她救回他們。火雲邪神打傷了羅剎女，贈了她一顆丹，她可以選擇自救或救受傷王小龍，但她決定為愛人犧牲。王小龍服用丹後，功力大增。另一方面，奇俠教授了他們武功，助他們打敗火雲邪神。臨下山時，奇俠分別贈送了他們絕世兵器對付火雲邪神，不過能否勝利仍需慿自己的意志。
驚世之戰終於來臨了！他們誓要收拾火雲邪神，以報殺師之仇。初時前者使出奇俠教授的武功而佔盡上風，但最後也不敵。王小龍後來趕至，誓報殺師、愛人之仇。他引火雲邪神到另處決戰，雙方也傾盡全力，經過一番激烈打鬥，終於報仇雪恨。戰鬥完結，三人一起回到龍虎門，遵從大伯王降龍的遺訓，永遠守衛着龍虎門的牌匾。

## 演員

### 龍虎門
| 演員                               | 角色   | 簡介                                                                                               |
| 甄子丹                             | 王小龍 | 王伏虎之子 王降龍之姪 王小虎同父異母之兄 原屬龍虎門，後離開 童年由薛立賢飾演                       |
| 謝霆鋒                             | 王小虎 | 王伏虎之子 王降龍之姪兼徒弟 王小龍同父異母之弟 光頭星、四眼明、獨眼龍、黑仔傑師兄 童年由譚竣浩飾演 |
| 余文樂                             | 石黑龍 | 擅長使用雙節棍 王小虎好友 祟拜王降龍                                                               |
| 阮民安                             | 光頭星 | 王小虎師弟 王降龍之徒弟                                                                            |
| 陳宇琛                             | 四眼明 | 王小虎師弟 王降龍之徒弟                                                                            |
| 林詠倫                             | 獨眼龍 | 王小虎師弟 王降龍之徒弟                                                                            |
| 林中定                             | 黑仔傑 | 王小虎師弟 王降龍之徒弟                                                                            |
| 元 華                              | 王降龍 | 武藝高深 龍虎門創辦人之一 王伏虎之兄 王小虎之師父兼伯父 光頭星、四眼明、獨眼龍、黑仔傑師父         |
| (並沒有出現此角色，只在電影中提及) | 王伏虎 | 武藝高深 龍虎門創辦人之一 王降龍之弟 王小龍、王小虎之父 早年逝世                                   |

### 羅剎教
| 演員(粵語配音)   | 角色     | 簡介                                                                                                   |
| 喻 亢（古天樂）  | 火雲邪神 | 羅剎教教主 武藝高深 命羅剎女除去馬坤、王小龍等人 前往龍虎門踢館並打死了王降龍 與王小龍交戰時，被其撃敗 |
| 李小冉（官恩娜） | 羅剎女   | 羅剎教成員 奉火雲邪神之命，派老妖、棍妖殺害馬坤、王小龍等人 自小鍾愛王小龍 童年由陳筠婷飾演            |
| 行 宇            | 老妖     | 羅剎教成員 奉羅剎女之命，殺害馬坤、王小龍等人 與棍妖追殺王小龍時，誤殺前者，最後被後者殺害             |
| 嚴 華            | 棍妖     | 羅剎教成員 奉羅剎女之命，殺害馬坤、王小龍等人 被老妖誤殺                                               |
| 施祖男           | 翻江蛟   | 羅剎教成員                                                                                             |

### 馬坤集團
| 演員(粵語配音) | 角色   | 簡介                                   |
| 陳觀泰         | 馬坤   | 因侮辱教主而被羅剎女指使老妖、棍妖殺害 |
| 甄子丹         | 王小龍 | 武功高超 馬坤之保鑣 參見龍虎門         |
| 施祖男         | 翻江蛟 | 馬坤之心腹，其後背叛他加入羅剎教       |
| 董潔（梁洛施） | 馬小靈 | 馬坤之女                               |

### 其他演員
| 演員   | 角色 | 簡介                                                        |
| 黃玉郎 | 奇俠 | 世外高人，隱居於白雲山 敎授王小虎、石黑龍電光毒龍鑽及金鐘罩 |
| 鄧萃雯 | 媚娘 | 與王小龍一同離開龍虎門後，被一場大火燒死                    |

## 各地電影分級制度
| 國家／地區 | 級別 |
| ---------- | ---- |
| 香港       | IIB  |
| 台灣       | 輔   |
| 新加坡     | PG   |
| 馬來西亞   | 18SG |

## 獎項
| 頒獎典禮             | 獎項         | 名單   | 結果 |
| -------------------- | ------------ | ------ | ---- |
| 第43屆金馬獎         | 最佳改編劇本 | 黃子桓 | 提名 |
| 第43屆金馬獎         | 最佳動作設計 | 甄子丹 | 提名 |
| 第26屆香港電影金像獎 | 最佳動作設計 | 甄子丹 | 提名 |
| 第26屆香港電影金像獎 | 最佳視覺效果 | 許安   | 提名 |

## 外部連結
- 新浪網《龍虎門》主頁 （页面存档备份，存于）
- Yahoo奇摩電影上《龍虎門》的資料（繁體中文）
- 開眼電影網上《龍虎門》的資料（繁體中文）
- 豆瓣电影上《龍虎門》的資料 （简体中文）
- 时光网上《龍虎門》的資料（简体中文）
- AllMovie上《龍虎門》的资料（英文）
- 爛番茄上《龍虎門》的資料（英文）
- 香港影庫上《龍虎門》的資料（繁體中文）
- 互联网电影数据库（IMDb）上《龍虎門》的资料（英文）

| 香港 ViuTV 週六好戲勢（21:45-00:00）                      | 香港 ViuTV 週六好戲勢（21:45-00:00） | 香港 ViuTV 週六好戲勢（21:45-00:00） |
| --------------------------------------------------------- | ------------------------------------ | ------------------------------------ |
|                                                           | 龍虎門 （2022年3月19日）             |                                      |
| 第17屆 KKBOX 台灣風雲榜 （20:30-00:00） （2022年3月12日） | 上流寄生族 （2022年3月26日）         |                                      |